# كأس إستونيا 1994–95
كأس إستونيا 1994–95 (بالإستونية: Eesti jalgpalli 1994/1995. aasta karikavõistlused)‏ هو الموسم 3 من كأس إستونيا. أشرف على تنظيمه اتحاد إستونيا لكرة القدم، وكان عدد الأندية المشاركة فيه 24، وفاز فيه نادي فلورا.